# Pink Fairies
 (avril 2020).
Pink Fairies est un groupe de rock britannique. Il est à l'origine actif dans la scène underground de Londres (Ladbroke Grove) au début des années 1970. Le groupe se sépare en 1976, et se reforme brièvement dans les années 1980.

## Biographie
Le groupe est formé au début des années 1970, et apparenté à la formation The Deviants auquel il succède ayant en commun avec lui plusieurs membres (le guitariste Paul Rudolph, le bassiste Duncan Sanderson et le batteur Russel Hunter)  ainsi qu'un même goût tant pour la culture anarchiste et underground que pour une musique déjantée et psychédélique.
L'influence du leader des Deviants, Mick Farren, se faisait également sentir dans la genèse de ce groupe formé initialement pour des jams en sa compagnie et dont une première mouture le soutint pour son album solo en 1970, Mona – The Carnivorous Circus. Le nom du groupe est d'ailleurs inspiré d'un club branché londonien, le Pink Fairies Drinking Club qui accueille à la fin des années 1960 des groupes comme The Pretty Things et The Deviants.
Avec deux batteurs, Twink (ex-Tomorrow et The Pretty Things) et Russel Hunter, associés à Paul Rudolph à la guitare et Duncan Sanderson à la basse, le groupe sortit le percutant 45 tours The Snake / Do It! en 1971, suivi rapidement par l'album Never Never Land (un des premiers albums en vinyle coloré, évidemment rose en l'occurrence) qui connut une audience certaine.
Les albums What a Bunch of Sweeties, avec son long et effréné morceau Walk Don't Run, et King of Oblivion, avec un nouveau guitariste, Larry Wallis, parurent respectivement en 1972 et 1975, et maintinrent l'esprit subversif initial avant une dissolution du groupe qui se reforme occasionnellement quelques années plus tard (Live at the Roundhouse 1982 et Chinese Cow Boys Live 1987).
Les membres du groupe entretinrent également des liens privilégiés avec ceux d'Hawkwind avec lesquels ils partageaient le même esprit libertaire, Paul Rudolph devenant bassiste pour ceux-ci de 1975 à 1976 à l'occasion de l'album Astounding Sounds, Amazing Music. Des jams live lors de divers festivals parues sous les appellations « Pinkwind » ou « Hawkfairies » confirment les accointances entre les deux formations.
Par ailleurs, Larry Wallis fonda avec Lemmy Kilmister (ex-Hawkwind lui aussi) et Lucas Fox, un trio de rock puissant sous le nom de Motörhead et enregistre, en 1976, un album aux sonorités très proches des Pink Fairies qui ne fut pas publié à l'époque et dut attendre le succès des premiers albums de Motörhead avec un nouveau batteur (Phil Taylor) et un nouveau guitariste (Eddie Clarke) pour enfin paraître sous le titre de On Parole (1980). Les Pink Fairies participent au premier festival punk de Mont-de-Marsan en 1976.
La formation Kings of Oblivion (Wallis, Sanderson, Hunter) est annoncé le 22 janvier 2007 au Roundhouse, Londres, et pour enregistrer une session BBC session pour Stuart Maconie. En 2007, la biographie Keep it Together! Cosmic Boogie with the Deviants and Pink Fairies de Rich Deakin, webmaster de Mick Farren est éditée par Headpress. En septembre 2009, la formation What a Bunch of Sweeties (Rudolph, Sanderson, Hunter) se réunit en studio pour enregistrer une nouvelle version de Do It incluse dans la compilation Portobello Shuffle: A Testimonial To Boss Goodman And Tribute To The Deviants and Pink Fairies.

## Discographie
- 1971 : Never Never Land
- 1972 : What a Bunch of Sweeties
- 1973 : Kings of Oblivion
- 1982 : Live at the Roundhouse 1975
- 1987 : Kill 'Em and Eat 'Em